# 제임스건 (건담 시리즈)
제임스건(영어: Jamesgun, 일본어: ジェムズガン)은 《건담 시리즈》에 등장하는 모빌 슈트(MS)로 분류되는 가공의 유인 조종식 인간형 로봇 병기이다. 1993년에 방영된 TV 애니메이션 《기동전사 V 건담》에서 처음으로 등장했다.
작품 내에서 군사 세력 중 하나인 지구연방군의 주력 양산기로 《기동전사 건담》 당시(U.C. 0079년)의 주력기인 "짐"과 이후의 연방제 양산기의 계보에 속하는 기체이다. 《기동전사 V 건담》 당시(U.C. 0153년)에는 구식 병기가 됨으로써 적대 세력인 잔스칼 제국군의 신형 모빌 슈트(MS)에 압도당하는 장면이 많다.

## 같이 보기
- 기동전사 V 건담